# Grünewald (Allemagne)
Grünewald est une commune allemande de l'arrondissement de Haute-Forêt-de-Spree-Lusace, Land de Brandebourg.

## Géographie
Grünewald se situe à la frontière avec le Land de Saxe.
La commune comprend le quartier de Sella.
| Guteborn  | Hohenbocka |           |
| Hermsdorf | Grünewald  | Bernsdorf |
|           | Schwepnitz |           |

## Histoire
Sella est mentionné pour la première fois en 1523 et Grünewald en 1529. Sella fusionne avec Grünewald en 1938.

## Démographie
| Année | Nombre d'habitants |
| ----- | ------------------ |
| 1875  | 250                |
| 1890  | 260                |
| 1925  | 544                |
| 1933  | 593                |
| 1939  | 823                |
| 1946  | 919                |
| 1950  | 956                |

| Année | Nombre d'habitants |
| ----- | ------------------ |
| 1964  | 887                |
| 1971  | 854                |
| 1981  | 780                |
| 1985  | 755                |
| 1989  | 742                |
| 1990  | 736                |
| 1991  | 718                |
| 1992  | 718                |
| 1993  | 720                |
| 1994  | 721                |

| Année | Nombre d'habitants |
| ----- | ------------------ |
| 1995  | 725                |
| 1996  | 724                |
| 1997  | 718                |
| 1998  | 709                |
| 1999  | 703                |
| 2000  | 688                |
| 2001  | 683                |
| 2002  | 659                |
| 2003  | 652                |
| 2004  | 641                |

| Année | Nombre d'habitants |
| ----- | ------------------ |
| 2005  | 635                |
| 2006  | 625                |
| 2007  | 608                |
| 2008  | 600                |
| 2009  | 602                |
| 2010  | 587                |
| 2011  | 572                |
| 2012  | 555                |
| 2013  | 546                |
| 2014  | 543                |

| Année | Nombre d'habitants |
| ----- | ------------------ |
| 2015  | 537                |
| 2016  | 519                |
| 2017  | 532                |

## Source, notes et références
- (de) Cet article est partiellement ou en totalité issu de l’article de Wikipédia en allemand intitulé « Grünewald » (voir la liste des auteurs).